# Fejlemez
Ez a szócikk az abakuszról mint építészeti motívumról szól. A számolóeszközhöz lásd az Abakusz (számolóeszköz) szócikket.

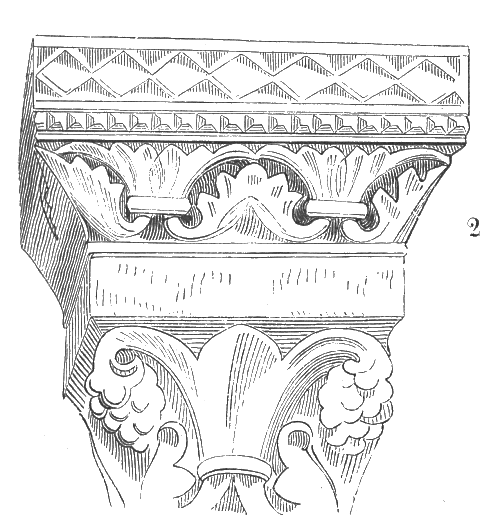
12. századi román stílusú oszlopfő rombuszmotívummal díszített fejlemeze

A fejlemez vagy abakusz az építészetben  az oszlopfő vagy pillérfejezet legfelső, a megtámasztott gerendázathoz, oromzathoz, párkányzathoz stb. közvetlenül kapcsolódó, lemezszerű tagja. Szerkezeti funkciója a megtámasztott épületszerkezeti elem lehető legnagyobb felfekvésének biztosítása, éppen ezért átmérője nagyobb az oszlopfőénél.
Az ókori építészetben abakusznak nevezték azokat a márványtáblákat is, amelyekkel a teremfalak belső oldalait kirakták.

## Szerkezeti jellemzői
A fejlemez alakja a dór és az ión oszloprendben négyzetes, a korinthosziban és a kompozitban ívnégyszöges (lekerekített sarkú), a középkortól sokszögű és kör alakú is lehetett.
A dór abakusz oldala még tagolatlan volt, de oldalát díszíthette meander. A ión és az azt követő korstílusok fejlemezét már konvex és konkáv hullámtagozatokkal (kima) alakították ki, a korinthoszi abakuszon pedig akantuszlevél, ritkán figurális díszítmény is szerepelhetett. A román stílusban mérete a korábbiakhoz képest megnőtt, oldalsíkja magasabb lett és ezt gazdagon díszítették.